# Dél-koreai női kézilabda-válogatott
Az dél-koreai női kézilabda-válogatott Dél-Korea nemzeti csapata, amelyet a Dél-koreai Kézilabda-szövetség irányít. Ázsia-bajnokságon, világbajnokságon és olimpián is szereztek már aranyérmet, ezzel a dél-koreai női kézilabda-válogatott az ázsiai kontinens legeredményesebb női csapata.

## Részvételei

### Olimpia
- 1984:  Ezüst
- 1988:  Arany
- 1992:  Arany
- 1996:  Ezüst
- 2000: 4. hely
- 2004:  Ezüst
- 2008:  Bronz
- 2012: 4. hely
- 2016: 10. hely
- 2020: 8. hely
- 2024: 10. hely

### Világbajnokság
- 1978: 10-12. hely
- 1982: 6. hely
- 1986: 11. hely
- 1990: 11. hely
- 1993: 11. hely
- 1995:  Arany
- 1997: 5. hely
- 1999: 9. hely
- 2001: 15. hely
- 2003:  Bronz
- 2005: 8. hely
- 2007: 6. hely
- 2009: 6. hely
- 2011: 11. hely
- 2013: 12. hely
- 2015: 14. hely
- 2017: 13. hely
- 2019: 11. hely
- 2021: 14. hely
- 2023: 22. hely

### Ázsia-bajnokság
- 1987:  Arany
- 1989:  Arany
- 1991:  Arany
- 1993:  Arany
- 1995:  Arany
- 1997:  Arany
- 1999:  Arany
- 2000:  Arany
- 2002:  Ezüst
- 2004:  Bronz
- 2006:  Arany
- 2008:  Arany
- 2010:  Ezüst
- 2012:  Arany
- 2015:  Arany
- 2017:  Arany
- 2018:  Arany
- 2021:  Arany
- 2022:  Arany

### Ázsia-játékok
- 1990:  Arany
- 1994:  Arany
- 1998:  Arany
- 2002:  Arany
- 2006:  Arany
- 2010:  Bronz
- 2014:  Arany
- 2018:  Arany
- 2022:  Ezüst